# اوج آب

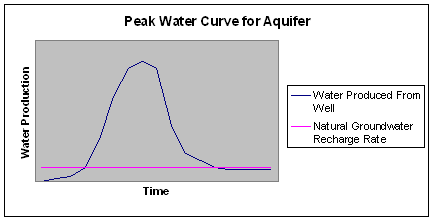
منحنی احتمالی اوج آب برای تولید آبهای زیرزمینی از یک سفره آبخوان.

اوج آب مفهومی است که بر محدودیت‌های رو به رشد موجود برای در دسترس بودن، کیفیت و استفاده از منابع آب شیرین تأکید می‌کند.
اوج آب در مقاله‌ای با بررسی همتا ۲۰۱۰ در مجموعه مقالات آکادمی ملی ایران توسط پیتر گلیک و مینا پالانیاپان تعریف شده‌است. نویسندگان این مقاله بین اوج تجدید پذیری، اوج غیرقابل تجدید و اوج آب اکولوژیکی تمایز قائل می‌شوند تا این واقعیت را نشان دهند: اگرچه مقدار زیادی آب بر روی کره زمین وجود دارد، آب با مدیریت پایدار در حال کمبود است.
لستر آر براون، رئیس انستیتوی سیاست زمین در سال ۲۰۱۳ نوشت که اگرچه در مورد اوج نفت ادبیات گسترده‌ای وجود دارد اما این آب اوج است که «تهدید واقعی برای آینده ما» است. نتایج ارزیابی دیگر در اوت ۲۰۱۱ در مجله مؤسسه بین‌المللی آب استکهلم منتشر شد. بسیاری از آب‌های جهان در سفره‌های زیرزمینی و در دریاچهها قابل تخلیه هستند و بنابراین به یک منبع محدود شباهت دارد. عبارت اوج آب باعث بحث‌هایی شبیه به نفت در خصوص آب شده‌است. نشریه نیویورک تایمز در سال ۲۰۱۰ «اوج آب» را به‌عنوان یکی از ۳۳ «واژه‌های سال» انتخاب کرد.
نگرانی‌ها در مورد قریب‌الوقوع بودن آب در چندین منطقه در سراسر جهان وجود دارد:
- · اوج آب تجدید پذیر، جایی که کل جریان‌های تجدید پذیر برای استفاده انسان مصرف شوند· اوج آب تجدید ناپذیر، جایی که سفره‌های زیرزمینی با سرعت بیشتری نسبت به شارژ طبیعی خود، شارژ می‌شوند (یا اینکه آلوده می‌شوند) که این حالت بسیار شبیه اوج نفت است· اوج آب اکولوژیک که در آن محدودیت‌های زیست‌محیطی فواید اقتصادی ناشی از استفاده از آب را بسیار زیاد می‌کند.

اگر روندهای فعلی در مصرف آب ادامه داشته باشد، ۱٫۸ میلیارد نفر تا سال ۲۰۲۵ با کمبود مطلق آب زندگی خواهند کرد و دوسوم جهان ممکن است دچار تنش آبی جدی بشوند. در نهایت، اوج آب به معنای تمام شدن آب شیرین نیست، بلکه رسیدن به محدودیت‌های فیزیکی، اقتصادی و زیست‌محیطی برای تأمین تقاضای انسان و کاهش در دسترس بودن و استفاده از آب است.

## مقایسه با اوج نفت
منحنی هوبرت در جامعه علمی به ابزاری محبوب برای پیش‌بینی کاهش منابع مختلف طبیعی محبوب تبدیل شده‌است. کینگ هوبرت این دستگاه اندازه‌گیری را در سال ۱۹۵۶ برای انواع منابع محدود مانند زغال‌سنگ، نفت، گاز طبیعی و اورانیوم ایجاد کرد. منحنی هوبرت برای منابعی مانند آب در اصل اعمال نشد، زیرا آب یک منبع تجدید پذیر است. برخی از اشکال آب، مانند آب فسیلی، خصوصیاتی مشابه نفت از خود نشان می‌دهند و پمپاژ بیش از حد (سریع‌تر از میزان شارژ طبیعی آب زیرزمینی) می‌تواند منجر به اوج هوبرت شود. منحنی اصلاح‌شده هوبرت برای هر منبعی قابل برداشت است که سریع‌تر از جایگزینی قابل برداشت است. باید اشاره کرد که درست مانند اوج نفت، با توجه به میزان استخراج سیستم‌های خاص آب، اوج آب اجتناب‌ناپذیر است. بحث اصلی کنونی این است که افزایش جمعیت و تقاضای آب به‌طور حتم منجر به استفاده غیرقابل تجدید از منابع آب خواهد شد.

## تأمین آب
آب شیرین یک منبع تجدید پذیر است، با این وجود عرضه آب شیرین در جهان روزبه‌روز با تقاضای روزافزون برای فعالیت‌های انسانی روبه‌روست. تخمین زده می‌شود که جهان ۱٫۳۴ میلیارد کیلومتر مکعب آب داشته باشد، اما ۹۶٫۵ درصد آن شور است. تقریباً ۷۰٪ آب شیرین را می‌توان در یخهای قطب جنوب و گرینلند یافت. کمتر از ۱٪ این آب روی زمین برای انسان قابل دسترسی است، بقیه در رطوبت خاک یا در عمق زیرزمین است. آب شیرین قابل دسترسی در دریاچه‌ها، رودخانه‌ها، مخازن و منابع کم‌عمق زیرزمینی واقع شده‌است. آب باران و بارش برف برای جبران بسیاری از منابع زیرزمینی کفایت نمی‌کند.
|                       | تأمین آب شیرین کل  | تأمین آب شیرین کل |
| کشور                  | (کیلومتر 3 در سال) | سال               |
| --------------------- | ------------------ | ----------------- |
| برزیل                 | ۸٬۲۳۳              | ۲۰۰۰              |
| روسیه                 | ۴٬۵۰۸              | ۲۰۱۱              |
| ایالات متحده آمریکا   | ۳٬۰۶۹              | ۱۹۸۵              |
| کانادا                | ۲٬۹۰۲              | ۲۰۱۱              |
| چین                   | ۲٬۷۳۹              | ۲۰۰۸              |
| کلمبیا                | ۲٬۱۳۲              | ۲۰۰۰              |
| اندونزی               | ۲٬۰۱۹              | ۲۰۱۱              |
| پرو                   | ۱٬۹۱۳              | ۲۰۰۰              |
| هند                   | ۱٬۹۱۱              | ۲۰۱۱              |
| جمهوری دموکراتیک کنگو | ۱٬۲۸۳              | ۲۰۰۱              |
| ونزوئلا               | ۱٬۲۳۳              | ۲۰۰۰              |
| بنگلادش               | ۱٬۲۲۷              | ۱۹۹۹              |
| میانمار               | ۱٬۱۶۸              | ۲۰۱۱              |
| شیلی                  | ۹۲۲                | ۲۰۰۰              |
| ویتنام                | ۸۸۴                | ۲۰۱۱              |

به چند دلیل می‌توان پیش‌بینی کرد که میزان تأمین آب شیرین موجود در برخی مناطق کاهش یابد:
1. تغییر آب‌وهوا، که باعث عقب‌نشینی یخچال‌های طبیعی، کاهش جریان رودخانه و رودخانه و کوچک شدن دریاچه‌ها شده‌است.
2. آلودگی آب توسط پسماندهای انسانی و صنعتی؛ و
3. استفاده بیش از حد از سفره‌های زیرزمینی آب تجدید ناپذیر. بسیاری از سفره‌های زیرزمینی بیش از حد پمپاژ شده و به‌سرعت شارژ نمی‌شوند. اگرچه از منابع آب شیرین کل استفاده نشده‌است، اما مقدار زیادی آلوده، نمک آلود، نامناسب شده یا این‌که دسترسی آسانی برای مصارف آشامیدن، صنعت و کشاورزی به آن‌ها وجود ندارد.

## تقاضای آب
تقاضای آب در حال حاضر بیش از میزان عرضه در بسیاری از نقاط جهان است و با افزایش جمعیت جهان، انتظار می‌رود در آینده نزدیک مناطق بیشتری این عدم تعادل را تجربه کنند.
کشاورزی ۷۰٪ استفاده از آب شیرین در سراسر جهان را به خود اختصاص داده‌است.
کشاورزی، صنعتی شدن و شهرنشینی همه در افزایش مصرف آب نقش دارند.

## برداشت آب شیرین در کشورهای مختلف
بیشترین استفاده کل از آب در کشورهای هند، چین و ایالات‌متحده رخ می‌دهد. این کشورها دارای جمعیت زیاد، آبیاری گسترده کشاورزی و تقاضای مواد غذایی بالا به‌شمار می‌روند.

### هند

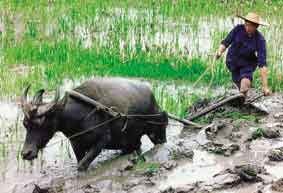
در حال کار در شالیزارهای برنج

هند ۲۰ درصد از جمعیت کره زمین را به‌تنهایی در اختیار دارد اما تنها چهار درصد از آب جهان در این کشور جای گرفته‌است. جداول آب در برخی از مناطق اصلی کشاورزی هند نشان از سرعت کاهش دسترسی به آب‌های سالم و آشامیدنی است.
هند بیشترین برداشت آب را از بین کشورهای جهان دارد. هشتادوشش درصد از این آب صرف استفاده‌های کشاورزی می‌شود. این استفاده سنگین به میزان زیادی به مصارف مواد غذایی بالا در این کشور وابسته است. مردم هند بسیار برنج مصرف می‌کنند. کشاورزان برنج در هند معمولاً کمتر از نیمی از محصول در واحد سطح می‌گیرند درحالی‌که ده برابر بیشتر از همتایان چینی خود آب مصرف می‌کنند. توسعه اقتصادی می‌تواند اوضاع را بدتر کند زیرا با بالا رفتن سطح زندگی افراد، آن‌ها تمایل به مصرف گوشت بیشتری دارند که تولید آن به آب زیادی نیاز دارد. رشد یک تن دانه به ۱۰۰۰ تن آب نیاز دارد. تولید یک تن گوشت گاو به ۱۵۰۰۰ تن نیاز دارد. برای تهیه یک همبرگر تنها به ۴۹۴۰ لیتر آب (۱۳۰۰ گالن) آب احتیاج است. برای تولید یک لیوان آب پرتقال به ۸۵۰ لیتر (۲۲۵ گالن) آب شیرین نیاز است.

### چین
چین، پرجمعیت‌ترین کشور جهان، دارای دومین برداشت آب است. ۶۸٪ از این آب صرف کشاورزی می‌شود؛ این در حالی است که صنعت رو به رشد این کشور تنها ۲۶٪ مصرف دارد. چین با بحران آب روبرو است، ازآنجایی‌که منابع آب در این کشور به‌طورکلی جابجا می‌شوند، کارایی استفاده از آن‌ها به‌شدت کاهش پیدا می‌کند و زباله‌های انسانی و صنعتی این آب‌ها را آلوده می‌کنند. یک‌سوم جمعیت چین دسترسی به آب آشامیدنی سالم ندارند. رودخانه‌ها و دریاچه‌ها در حال مرگ هستند، سفره‌های آب زیرزمینی بیش از حد پمپاژ می‌شوند، گونه‌های بی‌شماری از آبزیان به سمت نابودی کشیده شده‌اند و تأثیرات نامطلوب مستقیم بر سلامت انسان و اکوسیستم گسترده و در حال رشد قابل مشاهده است.
در استان چینگهای غربی چین که جریان اصلی رودخانه زرد از آن جریان دارد، طی ۲۰ سال گذشته بیش از ۲۰۰۰ دریاچه ناپدید شده‌اند. زمانی نه چندان دور در این ناحیه ۴٬۰۷۷ دریاچه وجود داشته‌است. تغییرات آب و هوایی جهانی دلیل اصلی کاهش جریان رودخانه زرد (هوانگ هه) طی چند دهه گذشته‌است. منبع رودخانه زرد فلات تبت Qinghai-Xizang است که یخچال‌های طبیعی در آن ناحیه به‌شدت در حال عقب رفتن هستند.
در استان هبی، اطراف پکن، اوضاع بسیار بدتر است. هبی یکی از استان‌های مهم گندم و ذرت در چین است. جداول آب در سرتاسر هبی به‌سرعت در حال سقوط هستند. این منطقه ۹۶۹ مورد از ۱۰۵۲ دریاچه خود را از دست داده‌است. حدود ۵۰۰۰۰۰ نفر به دلیل ادامه خشک‌سالی تحت تأثیر کمبود آب آشامیدنی قرار دارند. تولید برق آبی نیز تحت تأثیر قرار گرفته‌است. پکن و تیانجین برای تأمین آب خود از رودخانه یانگ تسه به استان هبی وابستگی زیادی دارند. پکن آب خود را از طریق پروژه انتقال آب جنوب-شمال به‌تازگی تأمین کرده‌است و این رودخانه از یخچال‌های طبیعی در قسمت شرقی فلات تبت سرچشمه می‌گیرد

### ایالات متحده

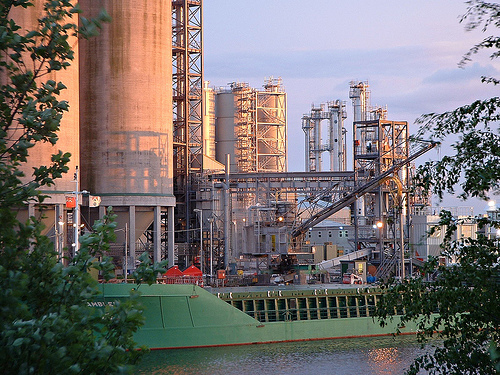
انتهای کانال کشتی

ایالات‌متحده حدود ۵٪ از جمعیت جهان را دارد، اما تقریباً به‌اندازه هند (۵/۱ پوند جهان) یا چین (۱/۵ جهان) از آب استفاده می‌کند، زیرا مقدار قابل‌توجهی آب برای رشد مواد غذایی صادر شده به بقیه دنیا به مصرف می‌رساند. بخش کشاورزی ایالات‌متحده بیشتر از بخش صنعتی آب مصرف می‌کند، اگرچه مقدار قابل‌توجهی آب برای دستگاه‌های خنک‌کننده نیروگاه برداشت می‌شود (اما مصرف نمی‌شود). از هر ۵۰ مدیر آب دولت ۴۰ نفر انتظار دارند در ۱۰ سال آینده درجه‌ای از تنش آبی در ایالت خود داشته باشد.
بخش‌هایی از سفره آب به دلیل وجود لایه‌های رس بین سطح و سازه‌های حامل آب، به‌طور طبیعی شارژ نمی‌شوند؛ دلیل آن هم ساده است: میزان بارندگی با میزان استخراج برای آبیاری مطابقت ندارد. از اصطلاح آب فسیلی گاهی اوقات برای توصیف آب در سفره‌های زیرزمینی استفاده می‌شود که از قرن‌ها تا هزاره‌ها ذخیره می‌شده‌است. استفاده از این آب وقتی پایدار نمی‌شود که سرعت شارژ کمتر از میزان استخراج آب زیرزمینی باشد.
مقادیر زیادی آب زیرزمینی کالیفرنیا از سفره‌های زیرزمینی آب دره مرکزی خارج می‌شود. دره مرکزی کالیفرنیا محل زندگی یک‌ششم کل زمین‌های آبی در ایالات‌متحده است و این ایالت در تولید و صادرات کشاورزی نقشی پیشرو در اختیار دارد. ناتوانی در حفظ برداشت آب‌های زیرزمینی با گذشت زمان ممکن است منجر به تأثیرات نامطلوبی بر بهره‌وری کشاورزی منطقه شود.
پروژه آریزونا مرکزی (CAP) یک کانال طولانی ۳۳۶ مایلی (۵۴۱ کیلومتری) است که ۴۸۹ میلیارد گالن (۱٫۸۵ آب را جابه‌جا می‌کند. 10 9 متر آب (یک سال از رودخانه کلرادو برای آبیاری بیش از ۳۰۰٬۰۰۰ جریب معادل ۱۲۰۰ کیلومتر) از زمین‌های کشاورزی پروژه CAP همچنین آب آشامیدنی فینیکس و توسان توسط این کانال تأمین می‌کند. تخمین زده می‌شود که دریاچه مید که در کلرادو قرار دارد به‌احتمال ۵۰ درصد تا سال ۲۰۲۱ خشک خواهد شد.
رودخانه ایپسویچ در نزدیکی بوستون در حال حاضر و در بعضی دوره‌های هر سال آبی به دلیل پمپاژ سنگین از آب‌های زیرزمینی برای آبیاری. مریلند، ویرجینیا و ناحیه کلمبیا بر سر رودخانه پوتوماک درگیر شده و خشک می‌شود. در سال‌های خشک‌سالی مانند ۱۹۹۹ یا ۲۰۰۳ و در روزهای گرم این وضعیت بسیار بدتر است.

## سرانه برداشت آب
ترکمنستان، استرالیا و گویان بیشترین سرانه آب را مصرف می‌کنند. جدول زیر را ببینید:
|                         | برداشت سرانه       | کل برداشت آب شیرین | مصارف خانگی | استفاده صنعتی | مصارف کشاورزی |
| کشور                    | (کیلومتر 3 در سال) | (m 3 / p / yr)     | (٪)         | (٪)           | (٪)           |
| ----------------------- | ------------------ | ------------------ | ----------- | ------------- | ------------- |
| ترکمنستان               | ۵۴۰۹               | ۲۸                 | ۳           | ۳             | ۹۴            |
| استرالیا                | ۲۷۸۲               | ۵۹٫۸۴              | ۱۶          | ۱۱            | ۷۴            |
| گویان                   | ۲٬۱۵۴              | ۶۴/۱               | ۲           | ۱             | ۹۸            |
| عراق                    | ۲٬۰۹۷              | ۶۶                 | ۷           | ۱۵            | ۷۹            |
| ازبکستان                | ۲۰۱۵               | ۵۶                 | ۷           | ۳             | ۹۰            |
| تاجیکستان               | ۱٬۶۲۵              | ۱۱٫۵               | ۵           | ۴             | ۹۱            |
| شیلی                    | ۱٬۵۵۸              | ۲۶٫۷               | ۴           | ۱۰            | ۸۶            |
| ایالات متحده آمریکا     | ۱٬۵۱۸              | ۴۸۲٫۲              | ۱۳          | ۴۶            | ۴۱            |
| قرقیزستان               | ۱٬۴۴۱              | ۸                  | ۳           | ۴             | ۹۳            |
| جمهوری آذربایجان        | ۱٬۳۶۷              | ۱٬۴۸۹              | ۴           | ۲۰            | ۷۶            |
| استونی                  | ۱٬۳۴۴              | ۱٫۸                | ۳           | ۹۶            | ۱             |
| کانادا                  | ۱۳۳۰               | ۰۸/۴۵              | ۲۰          | ۶۹            | ۱۱            |
| سورینام                 | ۱٬۲۷۸              | ۰٫۶۷               | ۴           | ۳             | ۹۳            |
| ایران                   | ۱٬۲۴۳              | ۹۳٫۳               | ۷           | ۱             | ۹۲            |
| نیوزیلند</img> نیوزیلند | ۱۱۱۱               | ۴٫۸                | ۲۲          | ۴             | ۷۴            |
| اروگوئه                 | ۱۰۹۷               | ۳٫۷                | ۱۱          | ۲             | ۸۷            |
| تیمور شرقی              | ۱۰۶۴               | ۱٫۱۷               | ۸           | ۱             | ۹۱            |

### ترکمنستان

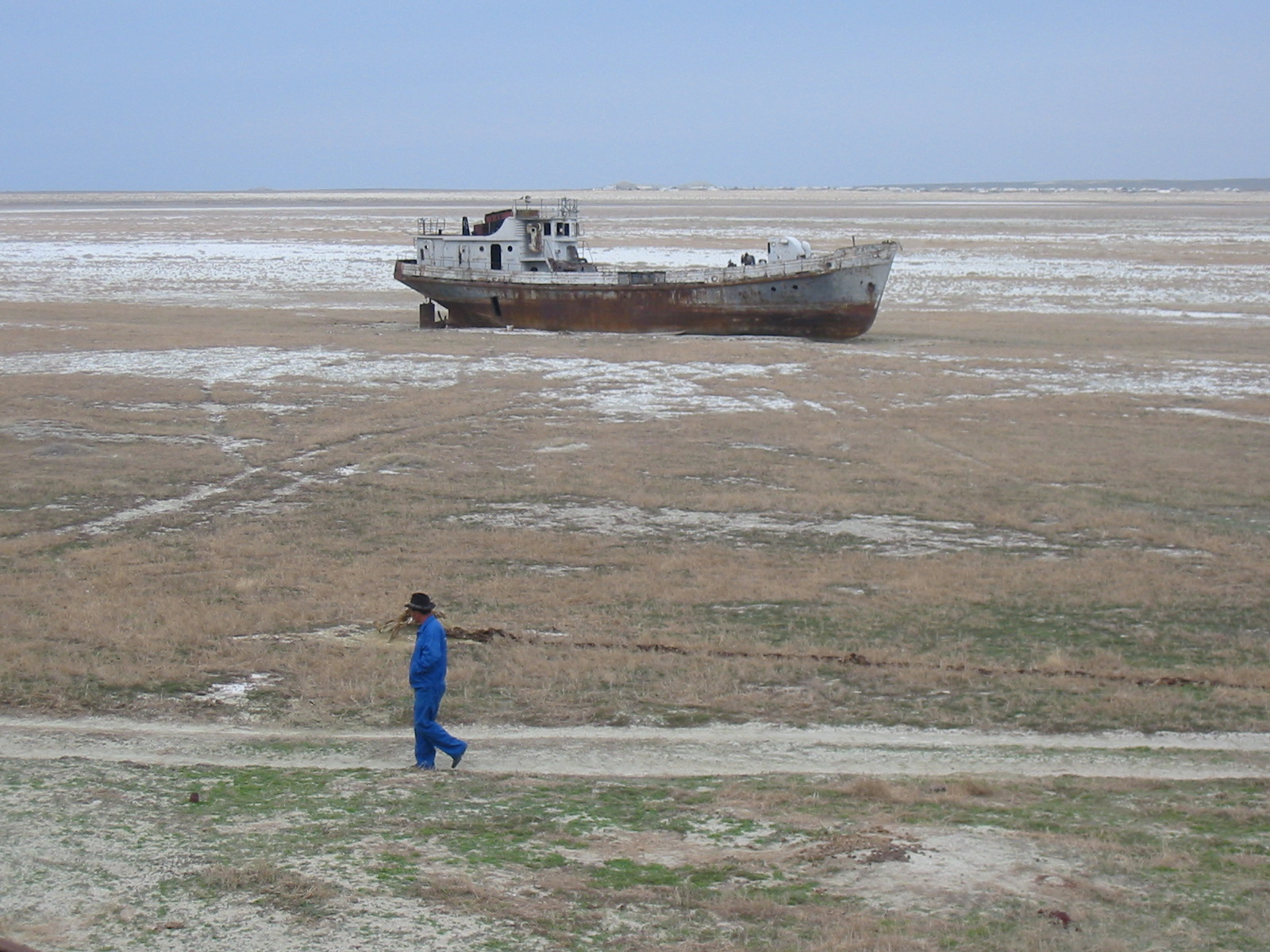
کشتی یتیم در دریای آرال سابق، نزدیک آرال، قزاقستان

ترکمنستان بیشتر آب خود را از رودخانه آمو دریا تأمین می‌کند. کانال قره قوم یک سیستم کانال پیشرفته است که آب را از رودخانه آمودریا به سمت توزیع آب برای محصولات کشاورزی باغ و پنبه هدایت می‌کند. ترکمنستان بیشترین سرانه آب را در جهان مصرف می‌کند زیرا فقط ۵۵٪ از آب تحویل مزارع می‌شود. در حقیقت ۴۵ درصد از آب در این کشور، توسط افراد مصرف می‌شود.

### قزاقستان و ازبکستان
دو رودخانه تغذیه‌کننده دریاچه آرال متوقف شده و آب برای آبیاری صحرا هدایت می‌شود تا در این دو کشور، پنبه تولید شود. در نتیجه، آب دریای آرال بسیار شورتر شده و سطح آب دریا بیش از ۶۰ درصد کاهش یافته‌است. آب آشامیدنی اکنون به آفت‌کشها و سایر مواد شیمیایی کشاورزی آلوده‌شده و حاوی باکتری و ویروس است. آب‌وهوا در منطقه اطراف آن بسیار گرم‌تر شده‌است.

## کمبود آب بر اساس کشورهای مختلف
عربستان سعودی، لیبی، یمن و امارات متحده عربی به اوج تولید آب رسیده‌اند و منبع آب خود را کاهش می‌دهند. جدول زیر را ببینید:
|                   | کل برداشت آب شیرین | تأمین آب شیرین کل  | کمبود کل آب شیرین  |
| منطقه و کشور      | (کیلومتر 3 در سال) | (کیلومتر 3 در سال) | (کیلومتر 3 در سال) |
| ----------------- | ------------------ | ------------------ | ------------------ |
| عربستان سعودی     | ۱۷٫۳۲              | ۲٫۴                | ۱۴٫۹               |
| لیبی              | ۴٫۲۷               | ۰٫۶                | ۳٫۷                |
| یمن               | ۶۳/۶               | ۴٫۱                | ۲٫۵                |
| امارات متحده عربی | ۲٫۳                | ۰٫۲                | ۲٫۲                |
| کویت              | ۰٫۴۴               | ۰٫۰۲               | ۰٫۴                |
| عمان              | ۱٫۳۶               | ۱٫۰                | ۰٫۴                |
| اسرائیل           | ۲٫۰۵               | ۱٫۷                | ۰٫۴                |
| قطر               | ۲۹/۰               | ۰٫۱                | ۰٫۲                |
| بحرین             | ۰٫۳                | ۰٫۱                | ۰٫۲                |
| اردن              | ۱٫۰۱               | ۰٫۹                | ۰٫۱                |
| باربادوس          | ۰۹/۰               | ۰٫۱                | ۰٫۰                |
| مالدیو            | ۰٫۰۰۳              | ۰٫۰۳               | ۰٫۰                |
| آنتیگوا و باربودا | ۰٫۰۰۵              | ۰٫۱                | ۰٫۰                |
| مالت              | ۰٫۰۲               | ۰٫۰۷               | -۰٫۱               |
| قبرس              | ۰٫۲۱               | ۰٫۴                | -۰٫۲               |

### عربستان سعودی

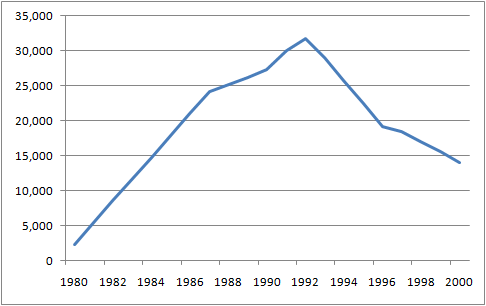
تأمین آب در عربستان سعودی، ۲۰۰۰–۲۰۰۰، در میلیون‌ها متر مکعب.

به گفته ولید (۲۰۱۱) «مدیریت تقاضای آب در عربستان سعودی»عربستان سعودی در اوایل دهه ۱۹۹۰ با بیش از ۳۰ میلیارد مترمکعب در سال به اوج آب رسید و پس از آن با کاهش روبه‌رو شده‌است. امروزه، تولید آب تقریباً نیمی از میزان اوج خود در کشور عربستان است. تولید مواد غذایی عربستان سعودی بر اساس «آب فسیلی» صورت گرفته‌است - آب موجود در سفره‌های زیرزمینی باستان که در صورت شارژ مجدد، بسیار کند انجام می‌شود. مثل نفت آب‌های فسیلی نیز قابل تجدید نیستند و مطمئناً روزی تمام خواهد شد. عربستان سعودی تولید غذای خودکفا را رها کرده و اکنون تقریباً تمام مواد غذایی خود را وارد می‌کند. این کشور برای تأمین حدود نیمی از آب شیرین خود دست به ساخت نیروگاه‌های شیرین سازی آب زده‌است. باقیمانده مصارف نیز از آب‌های زیرزمینی (۴۰٪)، آب‌های سطحی (۹٪) و فاضلاب‌های احیا شده (۱ درصد) تأمین می‌شود.

### لیبی

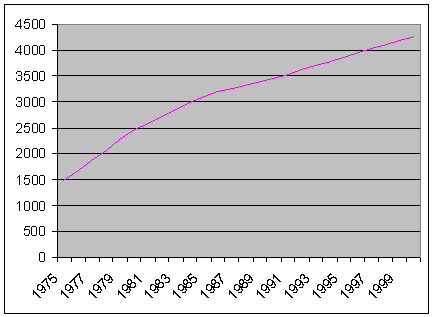
تأمین آب در لیبی، ۲۰۰۰–۱۹۷۵، در میلیون متر مکعب.

لیبی در حال ایجاد شبکه‌ای از خطوط لوله انتقال آب برای واردات آب است که رودخانه بزرگ دست‌ساز نامیده می‌شود. این آب از چاه‌هایی که روی آب فسیلی در صحرای بزرگ آفریقا شکل‌گرفته، گذر کرده و شهرهای طرابلس، بنغازی، سرت و دیگران منتقل می‌شود. آب آن‌ها نیز از گیاهان نمک زدا تأمین می‌شود.

### یمن
اوج آب در یمن رخ داده‌است. با توجه به برنامه پنج‌ساله آب دولت برای ۲۰۰۵–۲۰۰۹، پایداری در آب این کشور دیگر امکان‌پذیر نیست. آبخوان تأمین‌کننده صنعا، پایتخت یمن، می‌تواند از اوایل سال ۲۰۱۷ تخلیه شود. دولت یمن در جستجوی آب در حوضه آبریز این کشور، چاه‌های آزمایشی حفر کرده‌است که عمق آن‌ها ۲ کیلومتر (۱٫۲ مایل) است. این عمق از چاه‌ها را می‌توان با عمق صنعت نفت مقایسه کرد؛ اما هیچ کام از این چاه‌ها موفق به استخراج آب نشده‌است. یمن باید به‌زودی از میان نابودی شهرهای خود و ساخت خط لوله و دستگاه‌های آب‌شیرین‌کن ساحلی یکی را انتخاب کند. ازآنجایی‌که ارتفاع شهرهای این کشور زیاد است، ساخت آب‌شیرین‌کن نیز با چالش‌های اساسی روبه‌رو خواهد بود.
تهدید کمبود آب از سال ۲۰۱۰ بیشتر از القاعده یا بی‌ثباتی برای این کشور در نظر گرفته شد. این گمانه‌زنی‌ها وجود دارد که یمنی‌ها مجبورند شهرهای کوهستانی، از جمله صنعا را رها کرده و به سواحل بروند. کشت قات و تنظیم ضعیف آب توسط دولت تا حدی مورد سرزنش قرار گرفت

### امارات متحده عربی

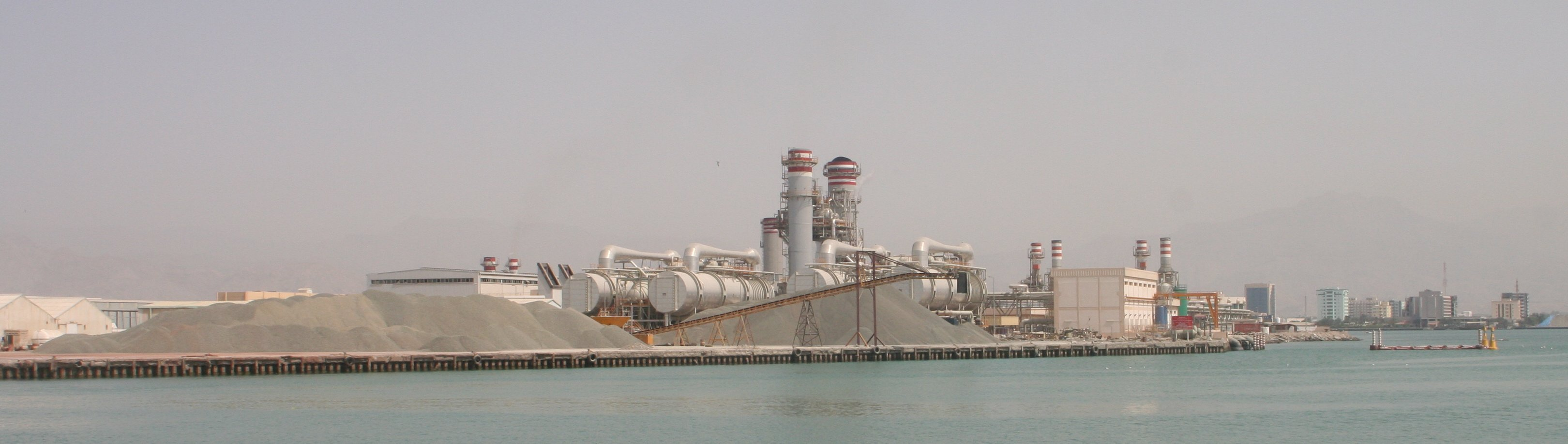
آب شیرین کن در راس الخیمه، امارات متحده عربی

امارات متحده عربی دارای اقتصادی در حال رشد بسیار سریع است ولی آب بسیار کمی برای حمایت از آن در اختیار دارد. این کشور به مقدار آب بیشتری نسبت به میزان طبیعی در اختیار خود نیاز دارد؛ بنابراین می‌توان گفت که این کشور به اوج آب رسیده‌است. برای حل این مسئله، امارات متحده عربی یک کارخانه آب‌شیرین‌کن در نزدیکی روویس احداث کرده‌است که آب خود را از طریق خط لوله به ابوظبی می‌رساند.

## عواقب

### قحطی
کمبود آب ممکن است باعث قحطی در پاکستان شود. پاکستان حدود ۳۵ میلیون جریب (۱۴۰۰۰۰ کیلومتر) از زمین‌های قابل کشت آبیاری شده توسط کانال‌ها و چاه لوله در اختیار دارد. برای تغذیه سیستم آبیاری در چاشما، مانگلا و تاربیلا سدهای زیادی ساخته شد. از زمان تکمیل سد تاربلادر سال ۱۹۷۶ با وجود رشد نجومی جمعیت، ظرفیت جدیدی اضافه نشده‌است. ظرفیت ناخالص سه سد به دلیل رسوب‌گذاری، یک روند پیوسته کاهشی به خود گرفته‌است. سرانه در دسترس بودن آب‌های سطحی برای آبیاری در سال ۱۹۵۲ ۵۲۶۰ متر مکعب در سال بود که این میزان در سال ۲۰۰۶ فقط به ۱۱۰۰ متر مکعب در سال رسیده‌است.

### مشکلات سلامتی
کیفیت آب آشامیدنی برای سلامتی انسان بسیار حیاتی است. محدودیت‌های اوج آب منجر به عدم دسترسی مردم به آب سالم در جهت رعایت بهداشت اولیه در افراد می‌شود. بیماری‌های عفونی ناشی از آب مانند اسهال، حصبه و وبا عامل ۸۰ درصد بیماری‌ها و مرگ‌ومیرها در کشورهای در حال توسعه است که بسیاری از آن‌ها کودک هستند. هر هشت ثانیه یک کودک به دلیل بیماری از دنیا می‌رود که معادل ۱۵ میلیون کودک در سال می‌شود.
سفره‌های زیرزمینی در همه‌جا آلوده به سموم می‌شوند. هنگامی‌که یک سفره آب آلوده شود، به‌احتمال زیاد نمی‌تواند دوباره بهبود یابد. آلاینده‌ها اثرات مزمنی روی سلامتی انسان دارند. آب می‌تواند توسط عوامل بیماری‌زا مانند باکتری‌ها، ویروس‌ها و انگلی‌ها آلوده شود. همچنین مواد شیمیایی سمی می‌توانند منبع آلودگی آب باشند. آلاینده‌های غیر آلی شامل فلزات سمی مانند آرسنیک، باریم، کروم، سرب، جیوه و نقره هستند. نیترات نیز منبع دیگری از آلودگی غیر آلی است. سرانجام شستن عناصر رادیواکتیو با هر نوع آبی منجر به ورود این مواد به چرخه آب خواهد شد.

### درگیری‌های انسان بر سر آب
برخی از درگیری‌های آینده ممکن است بر سر در دسترس بودن، کیفیت و کنترل آب باشد. آب همچنین به‌عنوان ابزاری در درگیری‌ها یا به‌عنوان هدف و دلیلی برای ارجاع به انگیزه‌های دیگر جنگ مورد استفاده قرار گرفته‌است. کمبود آب ممکن است منجر به درگیری‌های بسیار خونین بر سر این منبع گران‌بها شود.
در آفریقای غربی و جاهای دیگر مانند نپال، بنگلادش، هند (مثل دلتای گنگ
)و پرو، تغییرات عمده در رودخانه‌ها خطر قابل‌توجهی در خصوص درگیری‌های شدید در سال‌های آینده را محتمل ساخته‌است. مدیریت و کنترل آب می‌تواند نقش حیاتی در جنگ منابع آینده بر سر منابع کمیاب داشته باشد.

## راه حل‌ها
استفاده از آب شیرین پتانسیل زیادی برای صرفه‌جویی و مدیریت بهتر دارد زیرا تقریباً در همه‌جا به‌صورت ناکارآمد استفاده می‌شود، اما تا زمانی که کمبود واقعی اتفاق نیفتد، مردم تمایل دارند دسترسی به آب شیرین را امری مسلم و حق طبیعی خود بدانند.

### حفاظت از آب
روش‌های مختلفی برای کاهش استفاده از آب وجود دارد. به‌عنوان مثال، بیشتر سیستم‌های آبیاری آب را هدر می‌دهند. معمولاً فقط بین ۳۵ تا ۵۰ درصد آب برداشت شده برای کشاورزی آبیاری، به محصولات می‌رسد. بیشتر آن‌ها قبل از رسیدن به مزارع از لوله خارج یا بخار می‌شوند. از مخازن می‌توان برای گرفتن و ذخیره بیش از حد آب باران نیز استفاده کرد
آب باید در صنعت با کارایی بیشتری مصرف شود. در صورت امکان باید از چرخه آب بسته استفاده کرد. همچنین، صنعت باید از آلودگی آب جلوگیری کند تا بتوان آن را به چرخه آب بازگرداند.